# نینو کودو
نینو کِـوِدو (اسپانیایی: Nino Quevedo‎؛ ۱۹۲۹ – ۲۴ ژوئیهٔ ۲۰۰۶) نویسنده، کارگردان فیلم، فیلم‌نامه‌نویس، و تهیه‌کننده فیلم اهل اسپانیا بود.
از فیلم‌ها یا مجموعه‌های تلویزیونی که وی در آن‌ها نقش داشته‌است، می‌توان به گویا، روایتی از تنهایی اشاره نمود.